# Єрмакова (Шадрінський район)
Єрмако́ва (рос. Ермакова) — присілок у складі Шадрінського району Курганської області, Росія. Входить до складу Понькінської сільської ради.
Населення — 53 особи (2010, 93 у 2002).
Національний склад станом на 2002 рік: росіяни — 80 %.